# Horst Biesterfeld
Horst Egon Ernst Biesterfeld (* 1. Dezember 1906 in Halle (Saale); † 11. November 1969 in Bad Honnef) war ein deutscher Flottillenadmiral der Bundesmarine.

## Leben
Horst Biesterfeld trat als Offiziersanwärter am 1. April 1925 der Reichsmarine bei und wurde bis 31. Juli 1925 der II./Schiffsstammdivision der Ostsee zugeteilt. Anschließend ging er bis Anfang 1926 als Matrose auf das Schulschiff Niobe. Vom 19. Januar 1926 bis 26. März 1927 war er als Kadett auf dem Kleinen Kreuzer Hamburg und nahm mit diesem an einer Weltreise teil. Er kam als Fähnrich zur See an die Marineschule Mürwik. Er besuchte anschließend einen Nachrichtenlehrgang an der Torpedo- und Nachrichtenschule Mürwik, dann einen Sperrlehrgang beim Sperrversuchskommando Kiel und später einen Torpedolehrgang wieder an der Torpedo- und Nachrichtenschule Mürwik. Er kam wieder zur II./Schiffsstammdivision der Ostsee und absolvierte ab 5. August 1928 bis Ende Oktober 1928 hier einen Infanterielehrgang. Anschließend ging er bis Anfang Februar 1929 für einen Artillerielehrgang zur Schiffsartillerieschule nach Kiel. Als Oberfähnrich zur See ging er auf das Linienschiff Elsass. Am 28. September 1929 wechselte er auf den Leichten Kreuzer Königsberg und wurde hier am 1. Oktober 1929 zum Leutnant zur See befördert. Nachdem er von Anfang Januar 1930 bis Ende März 1930 einen Funkoffizierlehrgang an der Torpedo- und Nachrichtenschule Mürwik besucht hatte, wurde er bis Mitte Oktober 1930 Signaloffizier und dann bis Oktober 1931 II. Funktechnischer Offizier auf der Königsberg. Er war bis 10. Februar 1932 II. Marinenachrichtenoffizier Kiel, kurz unterbrochen durch eine Funkoffizierunterrichtung an der Torpedo- und Nachrichtenschule Mürwik im Dezember 1931. Biesterfeld kam zur Marinestation der Ostsee nach Kiel und wurde dann aber wieder bis 23. September 1932  II. Marinenachrichtenoffizier Kiel. Als Lehrer ging er bis 23. September 1934 an die Torpedo- und Nachrichtenschule Mürwik.
Anschließend war er als II. Funktechnischer Offizier auf dem Kreuzer Emden und nahm ab 25. Juni 1935 wieder den Posten des II. Marinenachrichtenoffizier Kiel ein. Hier wurde er am 1. Oktober 1935 zum Kapitänleutnant befördert. Von Anfang Februar 1936 bis Anfang Dezember 1937 belegte er einen Lehrgang für Seeoffiziere in Berlin und kam dann bis Ende Februar 1938 an die Sportschule Mürwik. Nachdem er für einen Monat den B-Dienstlehrgang am OKM besucht hatte, wurde er bis 6. Mai 1938 Führer des Besatzungsstammes in Kiel-Friedrichsort. Er ging dann als Kadettenoffizier auf die Schleswig-Holstein. Von Mitte März 1939 bis zum 19. August 1939 war er Kompaniechef an der Marineschule Mürwik. Anschließend wurde er bis Ende November 1939 4. Asto der Marinestation der Ostsee und war dann bis Anfang März 1940 Offizierlehrer an der Torpedo- und Nachrichtenschule Mürwik. Von der Aufstellung der Dienststelle im April 1940 bis August 1942 war Biesterfeld als Korvettenkapitän (Beförderung am 1. Februar 1940) 4. Asto beim Kommandierenden Admiral Norwegen. Er ging als stellvertretender 4. Asto zum Marinegruppenkommando Nord. Ende September 1942 wurde er Navigationsoffizier auf dem Schweren Kreuzer Lützow und ab 3. Januar 1943 dort Ia. Von November bis Dezember 1943 war er, ab 1. November des Jahres Fregattenkapitän, in Vertretung Kommandant der Lützow. Biesterfeld war von Januar 1944 bis zur Auflösung der Dienststelle im September 1944 4. Asto im Marinegruppenkommando West. Anschließend war er bis Kriegsende im OKM Abteilungschef Technisches Nachrichtenwesen (NWa II).
Nach Kriegsende war er bis Ende Juni 1947 Abteilungschef beim Deutschen Hydrografischen Institut und ging dann bis Mitte Oktober 1949 als Lehrling zu einer Spedition nach Hamburg. Anschließend wurde er durch die DEMAG (Duisburg) angestellt und war ab 1951 hier Abteilungsleiter.
Am 1. Dezember 1957 trat er als Kapitän zur See in die Bundesmarine ein und wurde Referatsleiter BWF 2. Von Oktober 1958 bis 30. April 1966 war er Unterabteilungsleiter der Stabsabteilung FüB VI im Bundesministerium für Verteidigung. Am 1. Juli 1960 wurde er hier zum Flottillenadmiral befördert. Zum 16. April 1966 ging er in den Ruhestand.
Am 14. Juli 1966 erhielt er das Große Verdienstkreuz des Verdienstordens der Bundesrepublik Deutschland.